# 無間盜
《無間盜》（英語：Mankatha，/məŋɡɑːθɑː/）是一部2011年印度泰米爾語動作驚悚片，由文卡特·普拉布編導，達亞尼迪·阿拉吉里的雲九電影製作，群戲演出陣容包括阿吉特·庫馬、阿俊、特瑞莎、拉克什米·拉伊、安佳麗、安德莉亞·傑雷米亞、阿什溫·卡古馬努、維巴夫·雷迪、普雷姆吉·阿馬倫、馬哈特·拉加文德拉、賈亞普拉卡什、亞拉文·阿卡什及蘇布·潘朱。本片為阿吉特主演的第50部電影，也是雲九電影的第三部兼倒數第二部電影。本片講述了孟買腐敗的警官維奈克（Vinayak，阿吉特飾演）加入四人搶劫幫，計劃搶劫大筆板球賭金的故事。
本片於2010年8月正式宣布，最初的官方名稱為，但據數字命理學的考量，後來更名為。主要拍攝於2010年10月展開。多數鏡頭在欽奈、孟買的達拉維貧民窟及泰國曼谷拍攝，2011年6月殺青。太陽影業獲得了戲院放映權，並透過拉德西卡的拉丹媒體工作室（Radaan Mediaworks）發行。本片的音樂曲目由尤文·香卡·拉雅譜寫，薩克迪·薩拉瓦南擔任攝影指導，普拉文·K·L及N·B·斯里坎特負責剪輯。
《無間盜》2011年8月31日在印度等地上映，獲得影評界多數好評，上映時更成為繼《寶萊塢機器人之戀》（2010年）之後首映票房第二高的泰米爾電影。

## 劇情
馬哈拉施特拉邦警察局腐敗的警務處助理處長維奈克·馬哈德萬在一場戰鬥中救下了走私犯法茲，但遭停職處分。與此同時，卡茂爾·埃坎巴拉姆警官因印度板球超級聯賽博彩爭議而自殺，警務處助理處長「普里特維」普里特維拉傑帶領新成立的禁賭處掃蕩孟買的地下賭球。普里特維隨後向團隊透露，卡茂爾在一次秘密任務中偽造了自己的死亡，以引起人們對賭博醜聞的關注，並以普拉溫·庫馬的新身分入隊。
法茲的老闆是頗具影響力的非法商人阿魯穆加·奇提亞，在孟買持有一間「金色劇場」（Golden Theatres），私下經營著賭場。禁賭處掃蕩期間，他利用與孟買犯罪頭目的關係，試圖將達50億盧比的現金運來劇場用於賭博。維奈克透過女友桑吉娜認識了其父奇提亞，桑吉娜愛上了維奈克，但維奈克只是假裝愛她。
奇提亞的手下蘇曼特與達拉維副督察甘內什一起策劃了搶劫賭金的陰謀，並找來了酒吧負責人馬哈特和印度理工學院畢業生普雷姆合作。在蘇曼特與蘇奇特拉的婚禮上，維奈克與搶劫計畫的四人成為了朋友。一天深夜，喝醉的維奈克與普雷姆一起回家，普雷姆透露了他們的搶劫計畫。維奈克開始監視他們，並在搶劫行動的當天與他們對峙。四人同意讓他入夥，並承諾給予五分之一的份額。但維奈克卻另有計劃，他想殺死四人並獨吞現金。他們合力在公路上掉包了載著現金的貨車，並將錢藏在一座廢棄的倉庫裡。
後來，他們所有人都在馬哈特的酒吧慶祝，但法茲認出了蘇曼特，並在事後逮住對方。蘇曼特被奇提亞逼入絕境，奇提亞命令法茲殺死背叛自己的他，但甘納什和維奈克及時救下了蘇曼特，三人逃脫並挾持了奇提亞。在開車返回倉庫的途中，維奈克遇見了桑吉娜，並粗暴地將奇提亞在他面前推下了車；看清維奈克真面目的桑吉娜感到悲痛不已。維奈克、蘇曼特和甘納什到達倉庫後，發現馬哈特、普雷姆與索娜偷偷帶走了所有錢，法茲與大批暴徒隨即到來襲擊他們。後來，當蘇曼特發現妻子被奇提亞綁架後，他背叛了維奈克，打算自己找回錢。
蘇曼特被普里特維帶走並拘留，普里特維也救出了蘇奇特拉；蘇曼特作證並坦白了一切。但普里特維之妻莎比塔被維奈克綁架，維奈克威脅普里特維殺了蘇曼特，蘇曼特最終被普拉溫。維奈克透過甘納什得知馬哈特與普雷姆的下落，開始一起追捕他們。索娜殺死馬哈特後，與普雷姆帶著錢被維奈克及甘納什追趕至路邊的旅館，普里特維和法茲等人也來到此處，各方勢力展開激烈交火。索娜、普雷姆和法茲相繼死後，維奈克與普里特維之間爆發了決戰；維奈克被普里特維開了幾槍放倒的同時，建築發生爆炸，只剩普里特維及普拉溫逃離現場。
幾天後，警方獲報甘納什躲藏在泰國。普拉溫獨自到來，但卻發現了維奈克並與他對質。維奈克被要求與普里特維通話，但據透露，普里特維與維奈克自大學時代起就是最好的朋友，且一起加入警隊。他們得知奇提亞的計畫後決定裡應外合，以奪走賭金。作為計劃的一部分，維奈克殺死甘納什來偽造假死，普里特維與維奈克私下從大火中帶走了50億盧比，事後平分。普里特維向維奈克稱，他們的錢在英格蘭銀行很安全，並請他處理普拉溫的問題。維奈克奪走了普拉溫的槍，並用槍指著對方，宣布「遊戲結束」。

## 演員
- 阿吉特·庫馬飾演維奈克·馬哈德萬警務處助理處長（ACP Vinayak Mahadevan I.P.S.）[7]
- 阿俊飾演普里特維拉傑警務處助理處長（ACP Prithviraj）[7]
- 特瑞莎飾演桑吉娜·阿魯穆加姆（Sanjana Arumugam）[7]
- 拉克什米·拉伊（英语：Raai Laxmi）飾演索娜（Sona）[7]
- 安佳麗（英语：Anjali (actress)）飾演蘇奇特拉·蘇曼塔（Suchitra Sumanth）[7]
- 安德莉亞·傑雷米亞（英语：Andrea Jeremiah）飾演莎比塔·普里特維拉傑（Sabitha Prithviraj）[7]
- 阿什溫·卡古馬努（英语：Ashwin Kakumanu）飾演甘內什（Ganesh）[7]
- 維巴夫·雷迪（英语：Vaibhav Reddy）飾演蘇曼特（Sumanth）[7]
- 普雷姆吉·阿馬倫（英语：Premgi Amaren）飾演普雷姆（Prem）[7]
- 馬哈特·拉加文德拉（英语：Mahat Raghavendra）飾演馬哈特（Mahat）[7]
- 賈亞普拉卡什（英语：Jayaprakash (actor)）飾演阿魯穆加·奇提亞（Arumuga Chettiyar）[7]
- 亞拉文·阿卡什（英语：Aravind Akash）飾演法茲（Faizal）[7]
- 蘇布·潘朱（英语：Subbu Panchu）飾演卡茂爾·埃坎巴拉姆／普拉溫·庫馬（Kamal Ekambaram / Praveen Kumar）[7]
- 拉維坎特（英语：Ravikanth (actor)）飾演奇提亞的助手
- 拉姆亞·蘇布拉馬尼安（英语：Ramya Subramanian）飾演記者（特別出演）
- 維賈伊·瓦桑斯（英语：Vijay Vasanth）飾演酒店老闆（客串）
- 瑞秋·懷特（英语：Rachel White (actress)）飾演她自己

黛比·杜塔及凱納特·阿羅拉亮相於歌曲〈麻吉，開瓶子〉（Machi, Open The Bottle）中。

## 製作

### 發展
2010年2月，繼電影《原始》上映後，阿吉特·庫馬與達亞尼迪·阿拉吉里的雲九電影簽約，參與據稱由高瑟姆·瓦蘇德夫·梅農執導的電影。但阿吉特參加了2010年國際汽聯二級方程式錦標賽，不願再等的梅農決定擱置，並選擇專注於另一部電影；文卡特·普拉布熱衷拍攝由巨星主演的群戲電影，他簽約執導阿吉特的下一部電影。普拉布寫了三份劇本，阿吉特從中選擇了《無間盜》，該演員將在其中飾演「帶有灰色地帶」的角色。普拉布後來透露，在撰寫劇本第一稿時從未考慮過讓阿吉特出演該角，在創作角色時「心裡想著是平常接觸的那群男孩」。維克·奧貝歐和薩帝亞拉被導演優先考慮出演該角，好友維巴夫·雷迪建議普拉布應該選一位「大英雄」來扮演主角。人選未定時，阿吉特致電普拉布，表示有興趣出演類似希斯·萊傑在2008年美國超級英雄電影《黑暗騎士》中飾演的小丑角色。《無間盜》的主角恰好就是此類人物，阿吉特立刻接受，使得本片未映先受矚目。普拉布進一步強調，配合阿吉特的參演，劇本有所修改，加入了阿吉特粉絲所期待的「某些元素」，並表示「我以粉絲的角度看待《無間盜》，問自己想在大銀幕上看到怎樣的阿吉特先生，就此著手。」

### 前期製作
本片於2010年8月正式宣布，發表會在欽奈AVM製片室舉行，恰逢阿吉特進入電影界18週年，也是他主演的第50部電影。本片最初的官方名稱為，源自印度流行的傳統紙牌遊戲，但據數字命理學的考量，之後更名為。在前製階段，也是普拉布仍在編寫劇本時，有消息稱本片將類似於史蒂芬·索德柏的劫盜片《瞞天過海》（2001年）。後來有報導稱，該故事圍繞著印度板球超級聯賽期間的一支黑手黨團夥賭博展開。2011年6月，有報導稱本片是印地語電影《尋路天堂》（2008年，取材自打假球事件）的翻拍版。但達亞尼迪和普拉布很快就否認了這一消息，並保證《無間盜》完全原創。

### 選角
本片原計劃為「全明星陣容」的電影，預計將有幾位印度知名演員參演，在泰米爾電影界實屬罕見，也是首例。泰盧固演員納嘎朱納最初被邀請出演CBI官員這一重要角色，導演在電影發表會上初步證實。他也表示有興趣將本片翻拍成泰盧固語，並飾演阿吉特的角色，但因無法調整通告單而被迫退出。阿俊於2010年11月接替了其位置。普拉布在2010年8月的一次訪談中，馬諾吉·曼楚、甘尼許·文卡特拉曼、普拉布之弟普雷姆吉·阿馬倫以及製片人達亞尼迪的童年朋友馬哈特·拉加文德拉均已簽約在片中扮演阿吉特的同夥，但馬諾吉·曼楚因肩傷無法接受邀請，最終由維巴夫·雷迪取代，他也藉此連續與普拉布合作。2010年12月，消息人士透露，剛從《午夜犬》（2011年）出道的新人阿什溫·卡古馬努被選來取代甘尼許·文卡特拉曼。南達·杜拉拉吉後來表示，他也曾收到出演邀請，但因他忙於拍攝《韋洛爾縣》（2011年），不得不拒絕。普拉桑納也曾考慮出演本片，但因行程繁忙而拒絕。2013年，賈伊透露，自己最初被選中扮演警察角色，但阿吉特參與本片後，被普拉布用阿俊取代。
據2010年7月的報導，絲莉婭·紗蘭、妮圖·錢德拉和拉克什米·拉伊據稱已簽約出演要角。隔月，錢德拉以沒有合適的拍攝日期為由退出。隨後，特瑞莎簽約在片中飾演阿吉特的愛人桑吉娜（Sanjana），成為她與阿吉特的第三次搭檔。拉克什米之後證實，自己已簽約飾演「戲分重」的要角。普拉布透露，劇本的修改導致了女角色定位的變化，並澄清特瑞莎並非用來取代錢德拉，兩人的角色也不同，同時補充，特瑞莎的角色是量身打造而成。普拉布進一步表示，拉克什米一開始被選中飾演阿什溫的搭檔，但在劇本修改後該角被取消，她最終被邀請飾演索娜（Sona）；拉克什米無法在索娜與桑吉娜之間自行挑選。此前，有報導模特兒兼演員賈桂琳·費南迪斯將客串飾演一個角色。2010年11月，有報導稱絲妮哈將加入演出陣容，與阿吉特演對手戲，但該角最終由安德莉亞·傑雷米亞詮釋。
隨後幾個月加入演出陣容的其他演員包括：蘇布·潘朱，飾演一名警官；賈亞普拉卡什，詮釋特瑞莎角色的父親；安佳麗，扮演維巴夫角色的伴侶。在電影製作團隊方面，普拉布的表姊妹瓦蘇基·巴斯卡擔任劇裝設計師，為阿吉特設計了喬治·克隆尼式的「黑白灰髮」造型；普拉布與表兄弟尤文·香卡·拉雅再度合作，讓他負責編創背景音樂及歌曲；薩克迪·薩拉瓦南擔任攝影指導；普拉文·K·L及N·B·斯里坎特負責剪輯；卡利安（Kalyan）為主要編舞家；塞爾瓦（Selva）則是動作指導。

### 拍攝
《無間盜》2010年8月2日在欽奈AVM製片室舉行簡易的開拍儀式。首階段拍攝行程原定9月初展開，但因前期製作工作以及主要演員尚未確定，拍攝計畫延期，直到10月25日才在欽奈開拍。本片幾天前進行了試拍，普雷姆吉·阿馬倫、馬哈特·拉加文德拉及維巴夫·雷迪參與其中。劇組在拉吉夫·甘地紀念館及阿吉特的家中拍攝了由阿吉特、特瑞莎和普雷姆吉參與的鏡頭後，11月初到欽奈東海岸路附近的一間片廠拍攝了一首阿吉特與特瑞莎為主角的二重唱歌曲，並採用了CGI特效。劇組從11月10日起，到泰國曼谷拍攝了阿吉特的「登場歌曲」，為期五天，阿吉特、拉克什米·拉伊與數名外國人參與其中。
第二階段拍攝行程原定2010年12月6日在欽奈的一間片廠開拍，但受大雨影響而延了幾天後才開工。導致外界猜測本片因資金限製而被擱置，但文卡特·普拉布很快就否認了這一說法。在拍攝期間，劇組在欽奈的一座攝影棚搭建了看起來像是孟買達拉維貧民窟的宏偉佈景。12月下旬，第三首歌曲據稱是首「充滿活力、激情的歌曲」，經歷了五天的拍攝，尚比（Shobi）負責編排舞步。歌曲名為〈麻吉，開瓶子〉（Machi, Open The Bottle），由黛比·杜塔及凱納特·阿羅拉與阿吉特等主演一起隨著歌曲起舞。2011年1月，劇組在佩蘭布爾的賓尼米爾斯（Binny Mills）拍片，維杰恰巧也在鄰近的片場拍攝《終極武器》（2011年），阿吉特在此期間與對方見面並交流。
電影2011年2月初在孟買進行拍攝，預計持續至月底。消息人士表示，後續行程也將僅在欽奈舉行，拍攝將在欽奈北部的帕德瑪納巴戲院（Padmanabha Theatre）進行。3月下旬，劇組移駕回孟買近工作了兩週，主要將時間花在達拉維貧民窟。電影高潮部分原計劃在馬杜賴拍攝，此地的場景被劇組視作「為動作戲而生」，但最終也在欽奈拍攝，而其餘鏡頭則在海得拉巴取景。消息人士證實，6月晚期，劇組仍在海得拉巴拍攝。主要拍攝於2011年6月宣告殺青。據報導，阿吉特在片中還會以較為年輕的造型於一場「特別鏡頭」亮相。拍攝完成後，普拉布稱本片「對個人而言可謂嘔心瀝血之作，也是迄今為止的最愛」。

### 後期製作
《無間盜》於2011年6月中旬展開後期製作工作。到8月初，除阿吉特之外的所有演員都完成了各自角色的配音，其中特瑞莎在普拉布的堅持下，在本片中為自己配音。8月的第一週，尤文·香卡·拉雅正為本片進行再錄音工作。

## 音樂
《無間盜》的電影配樂及原聲帶由尤文·香卡·拉雅譜寫、編構，成為他與普拉布的第四次合作。原聲帶由八首曲目組成，其中包括一首主題曲及一首俱樂部混音曲，歌詞由瓦利、甘蓋·阿馬蘭和著名詩人蘇布拉馬尼亞·巴拉蒂之孫尼蘭揚·巴拉蒂（Niranjan Bharathi）創作。音樂版權由索尼音樂印度取得，據報導該公司為此出價1000萬盧比。原聲帶經過幾次推遲，終於2011年8月10日透過欽奈地區的米爾奇電台發表兩天後，片方安排了一場新聞發表會，釋出了兩首歌曲及電影預告片。據報導，該原聲帶大受歡迎，銷售破紀錄。

## 宣傳
主要拍攝開始當天恰逢Aadi季風節，被劇組視為吉日，而在網上發表了一支簡短的預告片。本片的首支預告片與另一部由雲九電影發行的電影《以暴制暴》（2010年）一起釋出。2010年排燈節期間，《無間盜》的首張海報刊登上報。2011年5月1日，即阿吉特的生日當天，一段主打歌曲〈無間盜玩起來〉（Vilaiyaadu Mankatha）的預告片在YouTube上發表。該預告片反響熱烈；歌曲於2011年5月20日以單曲形式發行，受到媒體讚譽。

## 發行
《無間盜》被中央電影認證委員會授予U/A證書。委員會的幾名男女成員一起觀看了本片，女成員對阿吉特說出的髒話感到很不舒服，片方最終對髒話消音。英國電影分級委員會頒發了15級證書，並警告本片「含有強烈的恐嚇及暴力內容」。後來，發行商將暴力內容減少，而讓電影定為12A級在院線上映。
有報導稱，《無間盜》製作後期經歷了2011年泰米爾納德邦立法議會選舉，政府更迭後使本片面臨「政治壓力」，據稱因本片由达罗毗荼进步联盟主席M·卡魯納尼迪的孫子製作，恐怕在泰米爾納德邦難尋買家。雲九電影開始與其他片商洽談出售國內影院上映權，但與UTV影業和雙子星電影公司的洽談失敗。2011年8月22日，K·E·格納維爾·拉賈證實，綠色製片室已經以未公開的創紀錄金額購買了本片的國內院線及電視版權。
雖然報紙上刊登了綠色製片室的標誌，但該公司第二天取消了交易，理由是「各種因素」，格納維爾·拉賈不願詳談。據《印度時報》報導，格納維爾·拉賈原本計劃將衛星版權出售給反對黨全印安納達羅毗荼進步聯盟營運的賈亞電視台，使本片的製片人達亞尼迪·阿拉吉里將版權買回。2011年8月24日，達亞尼迪宣布卡拉尼蒂·馬蘭的太陽影業已買下了院線及衛星播放權，並將與雲九電影合作發行。據傳，烏代雅尼蒂·斯大林已商定了此筆交易，並聯合各片商來共同發行本片。《無間盜》成為了太陽影業旗下的首部阿吉特電影，也是在議會選舉後上映的首部電影。拉德西卡的拉丹媒體工作室（Radaan Mediaworks）負責本片在泰米爾納德邦戲院的發行。
《無間盜》被配音成泰盧固語，名為，2011年9月9日在安得拉邦上映。著名泰盧固製片人貝拉姆孔達·蘇雷什（Bellamkonda Suresh）於2011年8月底獲得了該片的泰盧固語配音權，並在225家影院發行了此配音版，自此成為泰盧固語配音版的泰米爾電影在當地放映數之最。十天後，電影在喀拉拉邦上映且票房大賣。電影原定檔2011年9月1日於泰米爾納德邦上映，以利用象神節齋月假期的有利時機，且為了在全球上映，還為海外戲院提供英文字幕。幾天後，艾因加蘭國際最終確定2011年8月31日為印度（泰米爾納德邦）及海外等地院線的上映日期。本片在美國34家戲院上映。

## 反響

### 票房
《無間盜》在全球約1000家影院上映，2011年8月31日在泰米爾納德邦上映。據稱，電影上映五天的週末，在泰米爾納德邦的370家戲院收穫了2.52億盧比的淨票房，上映首週的淨票房約3億盧比。本片2011年成為泰米爾電影中票房最高的電影，也是阿吉特電影中的票房之最，同時還取得繼《寶萊塢機器人之戀》（2010年）後，泰米爾電影首映票房第二高的電影之成就。光在欽奈市，本片首週末在19家影院上映，就賺得2720萬盧比。各大戲院為本片提供了最多的排片，包含所有銀幕的早晨場次。《無間盜》在兩週內就收回了製作成本，成為同時期最快獲利的電影。
《無間盜》在14家瑪雅賈爾多廳戲院第一天上映，每天放映70場，票房均售罄，而薩蒂亞姆戲院（Sathyam Cinemas）報告稱，在為期五天的週末，兩家戲院的淨收入為340萬盧比。電影在欽奈上映19天，票房達6500萬盧比。泰盧固語配音版在225家戲院上映。在喀拉拉邦，電影8月31日在提鲁沃嫩塔布勒姆和帕拉卡德以原版語言上映，9月9日馬拉雅拉姆語配音版在該邦各地上映，上映後取得排名第一的成績，超越了其他馬拉雅拉姆市場上映的電影。喀拉拉邦的發行商以600萬盧比取得本片的發行權，發行商估計能取得1400萬盧比的份額。泰盧固語版本與其他主流電影相比，獲得了更高的首映票房。電影在班加羅爾取得了票房成功。
《無間盜》在馬來西亞上映首週末票房排名第二，收穫超過80萬美元，每場平均票房為1.9萬美元，成為泰米爾電影首映週末票房第二高的電影。上映四週後，本片在馬來西亞的票房達到600萬盧比。在英國，本片在16家戲院上映，收入超過17萬美元，開盤即位居榜首。馬來西亞上映六週內的票房超過110萬美元，英國第三週末的票房超過26萬美元。《無間盜》上映50天，成為泰米爾電影票房的第二高，僅次於《寶萊塢機器人之戀》。據《印度時報》報導，本片的全球票房最終統計達10億盧比；但《馬德拉斯沉思報》表示，電影上映期間的票房僅6.8億盧比。

### 評價
《無間盜》獲得了影評界及觀眾普遍好評，影評人們阿吉特的表演讚賞有加。《印度教徒報》的馬拉蒂·蘭加拉詹（Malathi Rangarajan）稱本片為一場「大膽」且「毫無差錯、引人入勝的貓捉老鼠遊戲」，並認為文卡特·普拉布「這回誠意滿滿」。《德干紀事報》的阿努帕瑪·蘇布拉馬尼安（Anupama Subramanian）給本片打了3分（滿分5分），稱阿吉特「在第50部電影中大放異彩」。《印度時報》的N·文卡特斯瓦蘭（N Venkateswaran）給電影打了4分（滿分5分），並稱：「本片尤其就阿吉特的反面演出便值得一看。」「阿吉特是本片的靈魂，除了阿俊外的其他人則沒什麼可談之處。」《德干先驅報》的S·維斯瓦納斯（S. Viswanath）評論：「《無間盜》專為阿吉特粉絲所打造，他精神飽滿、大口吸菸、橫行霸道、宛如沒有明天般與一堆美女上床。」
雷迪夫網的帕維特拉·斯里尼瓦桑（Pavithra Srinivasan）從滿分5星中將本片評為2.5星，並在評論中寫道：「如果《無間盜》有任何可取之處，那皆歸因於阿吉特的魅力，此片就只為他而看，其餘的確實不重要。」Sify網站的影評人強調，阿吉斯「搶盡風頭，完美演繹了冷酷無情的壞人」還補充道，他看起來「魅力十足，惹火的銀幕形象無人能及」。但也批評劇本「乏味」，並總結：「對於那些不介意2小時40分鐘的片長以及幼稚喜劇的阿吉斯忠實粉絲來說，或許是種享受。但對其他人而言，純粹是部普通的娛樂片罷了。」《Outlook》的阿基拉·克里希納穆爾蒂（Akhila Krishnamurthy）評論：「故事中有一場搶劫、幾場追逐、槍戰、咒罵、三個漂亮的女人以及一位頭髮花白的四十歲頑皮主角，毫無疑問，泰米爾巨星阿吉特備受期待的第50部電影是非常『男性化』的電影。雄性激素的本質在於，既能讓人興奮，又能讓人灰心，沒有中間值，只是片中的一切都無法令人興奮起來。」

### 獎項
| 獎項               | 頒發日期            | 類別                   | 獲獎者或提名者                      | 結果 | 來源                    |
| ------------------ | ------------------- | ---------------------- | ----------------------------------- | ---- | ----------------------- |
| 欽奈時報電影獎     | 2012年6月22日       | 最佳男主角             | 阿吉特·庫馬                         | 獲獎 | [ 110 ]                 |
| 欽奈時報電影獎     | 2012年6月22日       | 最佳青年電影           | 達亞尼迪·阿拉吉里                   | 獲獎 | [ 110 ]                 |
| 欽奈時報電影獎     | 2012年6月22日       | 最佳男新人             | 阿什溫·卡古馬努                     | 獲獎 | [ 110 ]                 |
| 欽奈時報電影獎     | 2012年6月22日       | 最佳女反派角色         | 拉克什米·拉伊                       | 獲獎 | [ 110 ]                 |
| 愛迪生獎           | 2012年2月19日       | 最佳新人男演員         | 馬哈特·拉加文德拉                   | 獲獎 | [ 111 ] [ 112 ]         |
| 愛迪生獎           | 2012年2月19日       | 最佳喜劇演員           | 普雷姆吉·阿馬倫                     | 獲獎 | [ 111 ] [ 112 ]         |
| 南印度電影觀眾獎   | 2012年7月7日        | 最佳泰米爾電影         | 達亞尼迪·阿拉吉里                   | 獲獎 | [ 113 ] [ 114 ]         |
| 南印度電影觀眾獎   | 2012年7月7日        | 最佳泰米爾導演         | 文卡特·普拉布                       | 提名 | [ 113 ] [ 114 ]         |
| 南印度電影觀眾獎   | 2012年7月7日        | 最佳泰米爾男主角       | 阿吉特·庫馬                         | 提名 | [ 113 ] [ 114 ]         |
| 南印度電影觀眾獎   | 2012年7月7日        | 最佳泰米爾女配角       | 拉克什米·拉伊                       | 提名 | [ 113 ] [ 114 ]         |
| 國際泰米爾電影獎   | 2012年3月3日        | 最佳電影               | 達亞尼迪·阿拉吉里                   | 獲獎 | [ 115 ]                 |
| 國際泰米爾電影獎   | 2012年3月3日        | 最佳導演               | 文卡特·普拉布                       | 獲獎 | [ 115 ]                 |
| 國際泰米爾電影獎   | 2012年3月3日        | 最佳男配角             | 普雷姆吉·阿馬倫                     | 獲獎 | [ 115 ]                 |
| 國際泰米爾電影獎   | 2012年3月3日        | 最佳攝影               | 薩克迪·薩拉瓦南                     | 獲獎 | [ 115 ]                 |
| 國際泰米爾電影獎   | 2012年3月3日        | 最佳代唱女歌手         | 蘇奇特拉—〈枯萎凋零〉（Vaada Bin Laada）           | 獲獎 | [ 115 ]                 |
| 南印度米爾奇音樂獎 | 2012年8月4日        | 最佳新晉作詞人         | 尼蘭詹·巴拉蒂（Niranjan Bharathi）—〈你我〉（Nee Naan）      | 獲獎 | [ 116 ] [ 117 ] [ 118 ] |
| 南印度米爾奇音樂獎 | 2012年8月4日        | 技術音訊工程師         | M·庫馬拉古帕蘭（M. Kumaraguparan）                  | 獲獎 | [ 116 ] [ 117 ] [ 118 ] |
| 南印度國際電影獎   | 2012年6月21日至22日 | 最佳泰米爾男主角       | 阿吉特·庫馬                         | 提名 | [ 119 ] [ 120 ]         |
| 南印度國際電影獎   | 2012年6月21日至22日 | 最佳泰米爾反派角色演員 | 阿吉特·庫馬                         | 提名 | [ 119 ] [ 120 ]         |
| 南印度國際電影獎   | 2012年6月21日至22日 | 最佳泰米爾男代唱歌手   | S·P·查蘭—〈你我〉                   | 提名 | [ 119 ] [ 120 ]         |
| 維傑獎             | 最佳反派            | 維傑獎                 | 阿吉特·庫馬                         | 獲獎 | [ 121 ]                 |
| 維傑獎             | 最佳反派            | 最受歡迎英雄           | 阿吉特·庫馬                         | 獲獎 | [ 121 ]                 |
| 維傑獎             | 最佳反派            | 最受歡迎導演           | 文卡特·普拉布                       | 獲獎 | [ 121 ]                 |
| 維傑獎             | 最佳反派            | 最受歡迎電影           | 《無間盜》                          | 提名 | [ 121 ]                 |
| 維傑獎             | 最佳反派            | 最受歡迎女英雄         | 特瑞莎                              | 提名 | [ 121 ]                 |
| 維傑獎             | 最佳反派            | 最受歡迎歌曲           | 尤文·香卡·拉雅—〈無間盜玩起來〉（Vilaiyaadu Mankatha） | 提名 | [ 121 ]                 |

## 影響力
統整了年度最常被用戶搜尋的詞彙，《無間盜》在榜上名列第七位，成為唯一登榜的泰米爾電影。《印度教徒報》的蘇德什·卡馬斯（Sudhish Kamath）將本片列入「年度反英雄」名單，稱：「《無間盜》之所以能在此佔有一席之地，僅憑藉該片採用了像是黑色電影這樣的極度黑暗題材，並且減少黑暗面來頌揚邪惡。」更補充：「這部滑稽搶劫片是阿吉特自《貝拉行動》以來最好的作品」。阿吉特「頭髮花白的樣子」受到觀眾普遍喜愛，導致他在隨後的大多數電影中都採用了同樣的外貌。此造型最終成為了泰米爾英雄中的潮流先鋒。
維瓦克與塞爾·穆魯甘在《智者》（2015年）中的造型與維奈克·馬哈德萬（Vinayak Mahadev）相似。《無間盜》的背景音樂也在片中被重複使用。〈麻吉，開瓶子〉中的歌詞「我們不戰而勝」（Aadama Jaichomada）啟發了2014年同名電影的標題。維奈克拿到錢後興奮不已的場面在戲仿電影《泰米爾電影2》（2018年）重現。

## 外部連結
- 互联网电影数据库（IMDb）上《無間盜》的资料（英文）
- 爛番茄上《無間盜》的資料（英文）